# Onthophagus peyrierasi
Onthophagus peyrierasi là một loài bọ cánh cứng trong họ Bọ hung (Scarabaeidae).